# Sławomir Mizerkiewicz
Sławomir Mizerkiewicz, ps. Dziadek (ur. 2 czerwca 1965 w Poznaniu) – polski gitarzysta rockowy i realizator dźwięku.

## Życiorys
Był gitarzystą Pidżama Porno od 1994 do 2014. W styczniu 2009 został gitarzystą reaktywowanego zespołu Happy Pills, któremu wcześniej nagrywał i produkował wszystkie dotychczasowe płyty. Grał także w zespołach: Regent, Pl.otki, Dixies – jedynym w Polsce coverbandzie Pixies, Silver Rocket oraz w poznańskim zespole szantowym Sailor. Producent muzyczny i muzyk projektu folk-rockowego „Independent folk” Swarzędzkiej Orkiestry Flażoletowej.
Był współwłaścicielem (razem z Jackiem Kąkolewskim) nieistniejącego już Studio CZAD w Swarzędzu – studia nagrań współpracującego z młodymi polskimi kapelami.